# Resurrecció (novel·la)
Resurrecció (en rus, Воскресение, Voskresénie) és una novel·la de Lev Tolstoi publicada per primera vegada el 1899. Va ser l'última novel·la llarga que va aparèixer en vida de l'autor.
La novel·la volia ser un al·legat crític sobre la injustícia de les lleis humanes i la hipocresia de l'església institucionalitzada, i també una exploració sobre la filosofia econòmica del georgisme, del qual Tolstoi havia esdevingut defensor cap al final de la seva vida, i hi explica la teoria en detall. L'atac global a la injustícia del sistema de vida a Rússia, fou la causa de la seva excomunió.
Tolstoi la va publicar al periòdic Niva; els diners recaptats els va destinar als dujobori.

## Resum

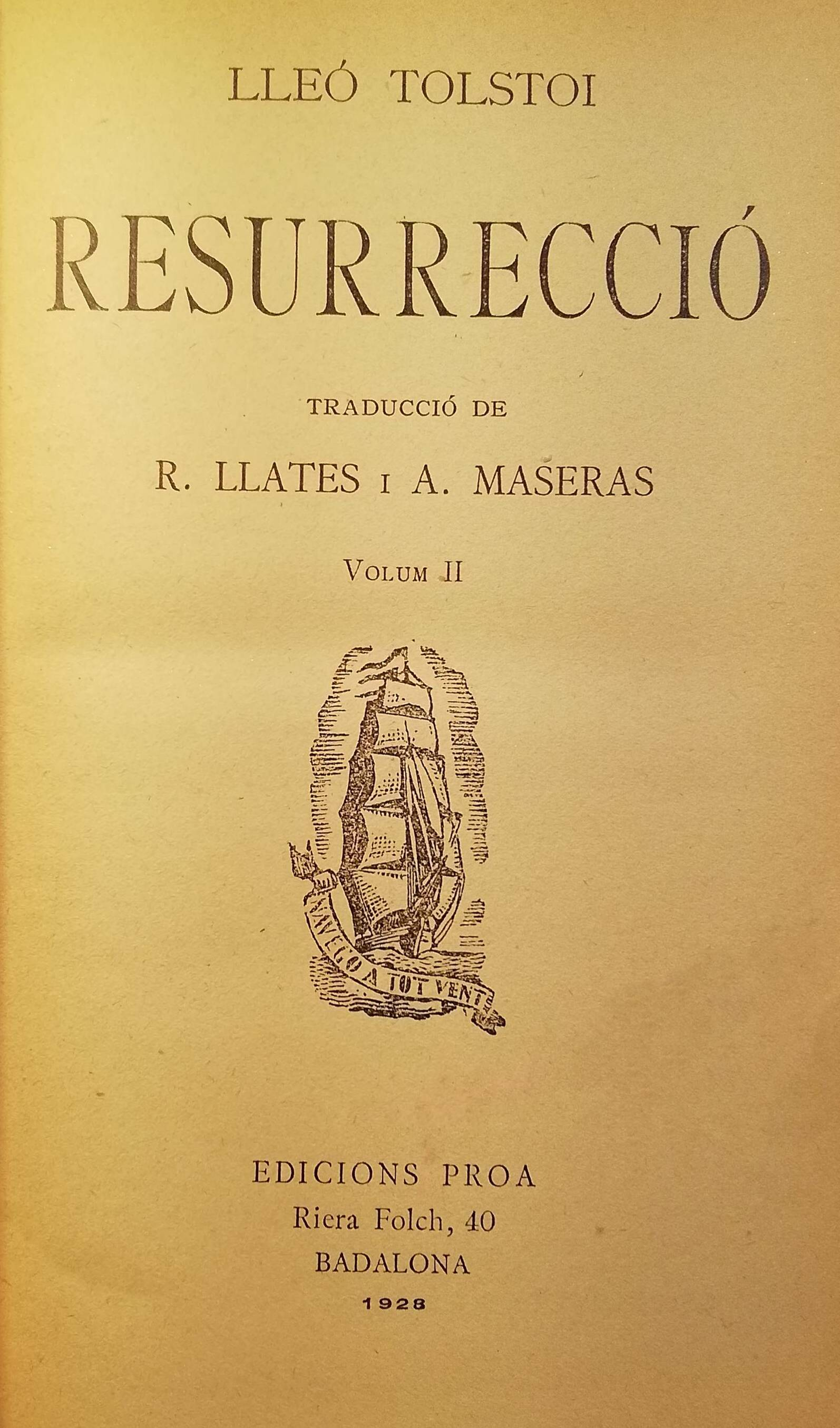
Resurrecció (Воскресение) de Tolstoi traduïda al català i publicada a Badalona l'any 1928

La novel·la ens presenta Dmitri Ivanovich Nekhliudov, un noble rus, que busca redimir-se d'un pecat comès en la seva joventut. Es tracta d'un afer amorós breu que va tenir amb una criada, Katerina Maslova, al camp, a casa de les seves ties. Nekhliudov desconeix les conseqüències de la seducció: la noia, en descobrir-se l'embaràs, serà acomiadada i acabarà prostituint-se.
Deu anys més tard, Nekhlyudov forma part d'un jurat popular que sentencia Maslova a presó, a Sibèria, per un assassinat (l'enverinament d'un client). El llibre narra els intents de Nekhliudov d'ajudar-la (es desplaça a Sibèria amb ella), però focalitza sobretot la lluita mental i moral del protagonista. Quan la visita a la presó, coneix altres presoners i escolta les seves històries; a poc a poc s'adona que, sota el seu món aristocràtic daurat, hi ha un món molt més gran de crueltat, injustícia i sofriment. Història rere història, veu persones que han estat condemnades sense causa, abocades en masmorres per a tota la vida. Són testimonis esgarrifadors que commouen profundament el protagonista.

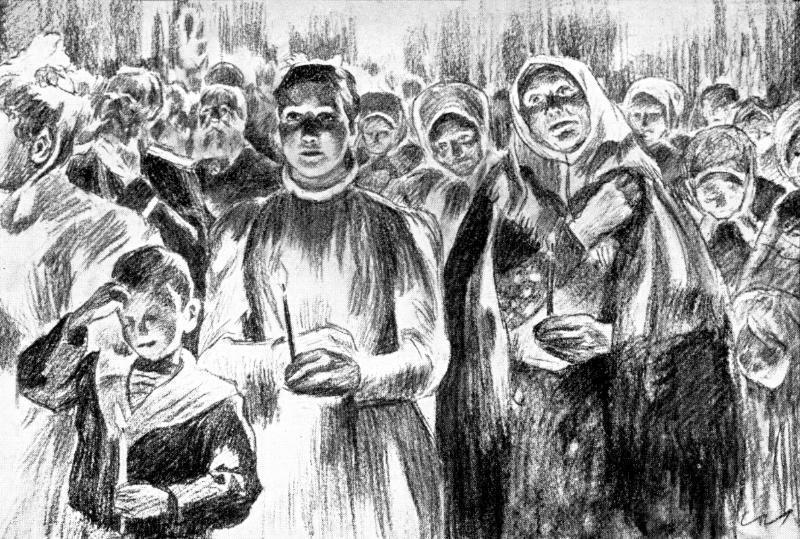
Il·lustració de Leonid Pasternak per al capítol 57.

Resurrecció és una novel·la sobre el perdó, sobre la rectitud i sobre l'honradesa. Aquesta última característica és l'eix de tota l'obra, ja que vertebra els comportaments de diferents personatges i s'aborda des d'òptiques diferents: Nekhliudov dona un canvi a la seva existència tractant de ser honrat amb si mateix; per exemple el seu sentit del bé i del mal canviarà notablement quan se submergeixi en el món de les presons en seguir Maslova i conegui de primera mà la multitud d'injustícies que es cometen en nom de la societat, del bon comportament o de les lleis.

## Recepció i censura
Aquesta novel·la va ser vivament esperada i va tenir molt èxit en la seva publicació, encara que més tard no va aconseguir la notorietat de les seves novel·les predecessores. Alguns crítics van titllar alguns dels seus personatges de monodimensionals i van acusar Tolstoi de no aprofundir gaire en detalls. Tanmateix ell es va defensar tot dient que en aquesta obra havia prioritzat la claredat expositiva, la contundència dels fets i la senzillesa per sobre de l'estil.
La novel·la va ser molt censurada i no es va editar completa fins al 1936. En el llibre 2, el capítol XXI, esmenta l'homosexualitat considerada delicte a Rússia. Aquest fragment va ser censurat juntament amb d'altres, en la versió original primer pels editors i més tard pel comitè de censura de l'Imperi Rus.

## Adaptacions
La novel·la s'ha adaptat a òperes d'autors com la Risurrezione de Franco Alfano, Ján Cikker o Tod Machover i al cinema amb pel·lícules com Resurrection (1909) de D. W. Griffith, , Resurrection del director xinès Bu Wancang amb guió de Bao Tianxiao(1926), Resurrection (1927) d'Edwin Carewe, la de Samuel Goldwyn i Rouben Mamoulian Visquem de nou (1934) o la de Mijaíl Schweitzer el 1960. L'última, és l'adaptació del Germans Taviani, Paolo i Vittorio, per a la televisió: Resurrezione (2001).

## Traduccions
- Resurrecció. Traduïda per R. Llates i Alfons Maseras. Badalona: Edicions Proa, 1928.